# Жабечь
Жабечь — правый приток реки Уж, протекающий по Коростенскому району (Житомирская область).

## Название
Если рассматривать гидроним «Жабечь» с точки зрения классификации В. Н. Топорова и О. Н. Трубачева, это название относится к семантической группе «реки, поименованные по названиям животных»: в основе слова корень *-zab-, общий в славянских языках для обозначения земноводного — лягушки или жабы. О. Н. Трубачев в своей монографии «Названия рек Правобережной Украины» отмечает, что исход слова -ечь является нетипичным для местных гидронимов и представлен в названиях всего двух рек (Жабечь и Нетечь), в то время как названия большинства других водоёмов со сходными окончаниями свидетельствуют о преобладании словообразовательного форманта -ичь (Злобичь, Свинобичь, Вербичь, Здевичь, Радичь, Солодичь, Удичь, Сукичь, Кибличь/Кобличь, Легличь, Видоличь, Думичь, Смотричь, Ватичь).

## География
Длина — 7 км. Большая часть русла выпрямлена в канал (канализировано) шириной 6-9 м и глубиной 2 м, дно песчаное Служит водоприёмником системы каналов.
Берёт начало южнее села Булаховка. Река течёт в верховье на северо-восток, затем — северо-запад. Впадает в реку Уж (на 140-м км от её устья) в селе Дедковичи.
Пойма очагами занята болотами и лугами.
Населённые пункты на реке (от истока к устью):
Коростенский район — Коростенская городская община
1. Дедковичи